# اچ.ام. واکر
اچ. ام. واکر (انگلیسی: H. M. Walker؛ ‏ ۲۷ ژوئن ۱۸۸۵ – ۲۳ ژوئن ۱۹۳۷) یک فیلم‌نامه‌نویس اهل ایالات متحده آمریکا بود.

## فیلم‌شناسی
- سگم را دوست دارم
- عشق، خنده و هیجان
- تنها پدرش
- دِین خود را ادا کن
- رأی‌ها را بشمارید
- پول کاغذی
- هل نده
- رئیس بزرگ سرخپوستان
- باقی پولت را بشمار
- دارودسته ما
- چاپ سویی اند کو
- یک روز ناگوار
- یک ماه عسل پرجنب‌وجوش
- جناب آقای بیلی بلیزس
- ردیف بعدی
- حکمران و پیروانش
- از پدر بپرس
- گاسی دو لول
- جوانک مهارنشدنی
- لطفاً دلپذیر باش
- یک عروسی بنزینی
- دوباره بزنش
- اطلاع محرمانه
- شماره تلفن، لطفاً؟
- پیاده شو و درستش کن
- ارتفاع و سرگیجه
- یک وسترن شرقی
- خانم‌ها وارد می‌شوند
- ارواح جن‌زده
- جناب اعلیحضرت حقه‌باز
- خجالتی
- حرکت کن
- همه سرنشینان
- لاس
- رینبو آیلند
- در کنار امواج غم‌زده دریا
- هرگز سست نشو
- در میان حاضران
- تلفات جنگ!
- مردی که دریانورد شد
- عاشق‌شان باش و سیرشان کن
- شرکت بارنوم و رینگلینگ
- برادر کوچولو
- دل‌های لرزان
- چرا دخترها جواب رد می‌دهند
- آتش‌نشان فرزند مرا نجات بده
- آیا لازم است مردان پیاده به منزل بروند؟
- رقاص‌های پنج سنتی
- مطابق سن خود رفتار کن
- و ناگهان عمه آمد
- ماشین قراضه پادشاه به سلامت
- آیا لازم است ملوانان ازدواج کنند؟
- بابای ناآرام
- لفینگ گریوی
- بندرگاه قدیمی!
- از صفر تا صد
- عاشقی کن و اشک بریز
- ژست‌های مخاطره‌آمیز
- اولین اشتباه آن‌ها
- زن ما
- دست مریزاد
- پیامدهای کارهای گذشته
- مجنون چون روباه
- دردسر برادوی
- لحظه سرنوشت‌ساز
- دلیل علاقه دخترها به ملوانان
- بداخلاق‌ها
- کک‌های جنجال‌آفرین
- حریره و شیر
- عشق بز
- جای خواب
- دستکاری نهایی
- از پنجره پریدیم پائین
- ما هرگز نمی‌خوابیم
- آزادی
- مردان نبرد
- مأموران دریافت قسط
- اونها ترکوندن
- زندان
- حکم احضار
- روز عالی
- بزن به چاک
- فضاهای کاملاً باز
- آتش‌نشانان
- دقیقاً درست می‌گی
- بوکانیرها
- اسمیتی
- جهانگردی
- برومو و ژولیت
- رَگِـدی رُز
- بیگ شو
- شکوه چهارم
- دست به دهان
- نگرانی چرا؟
- باباهای سرگردان
- آیا مردان متأهل باید به خانه بروند؟
- دو ملوان
- با عشق و نارضایتی
- حقیقت تمام و کمال
- جویندگان طلا
- شادی مادر
- داداش‌های زیر چانه‌ای
- روپرت اهل هی ها
- نزدیک دوبلین
- زود گمشید بیرون!
- زن جوان بگیر